# Marian Iancu
Marian Alexandru Iancu (n. 15 iulie 1965) este un om de afaceri român. În prezent este președintele societății petroliere Balkan Petroleum și fost președinte al clubului FC Timișoara. 
Este cunoscut în lumea  bucureșteană sub porecla „Elefantul”.

## Politica de transferuri
Marian Iancu a cumpărat clubul în iarna lui 2005 de la fostul internațional Anton Doboș.
În cei șase ani în care Iancu a investit la Timișoara, clubul a plătit aproximativ 21,5 milioane de euro pe achiziționarea a 101 jucători.
Bănățenii au reușit să și vândă fotbaliști pe sume importante, cei mai reprezentativi dintre aceștia fiind Torje (2,5 milioane de euro plătiți de Dinamo) și Gigel Bucur (Kuban Krasnodar l-a luat cu 2 milioane de euro). În total, Poli a încasat în acești șase ani 13,7 milioane de euro din vânzarea de jucători.

## Controverse
La 27 noiembrie 2011, Marian Iancu a fost condamnat la zece ani de închisoare în dosarul Rafo de către Tribunalul București. La acest proces au fost judecați Alexandru Marian Iancu, Constantin Mărgărit, Octavian Iancu, Gheorghiță Iancu, Marius Turică, Silviu Neacșu, Akaroglu Cuneyt, Elenkalan Hayrettin și Basaran Kadri Mazhar pentru evaziune fiscală, asociere în vederea săvârșirii de infracțiuni și spălare de bani.
La 8 iunie 2015, Marian Iancu a fost condamnat definitiv de  Curtea de Apel București la 14 ani de închisoare în dosarul RAFO-CAROM.
În același dosar, omul de afaceri Ovidiu Tender a fost condamnat la 12 ani și șapte luni închisoare.